# 川明参属
川明参属（学名：Chuanminshen）是伞形科下的一个属，为多年生草本植物。该属仅有川明参（Chuanminshen violaceum）1种，分布于中国四川、湖北。